# Евершед (кратер)
Кратер Евершед (англ. Evershed) — ударний кратер на зворотному боці Місяця, названий на честь англійського астронома Джона Евершеда. 

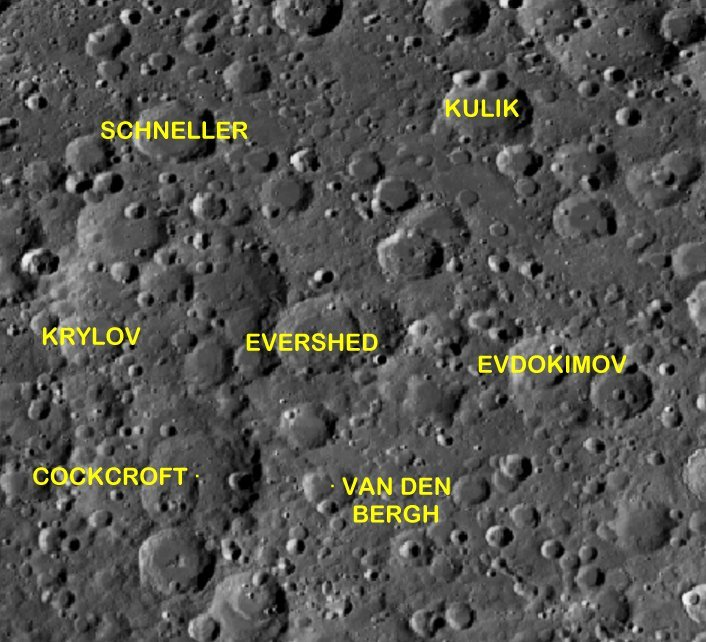
Сусідні кратери — Кулик, Євдокимов, Ван ден Берг[ru], Кокрофт[ru], Крилов[ru] і Шнеллер[en]

Кільце валу кратера — слабко виражене, дещо вдавлене по висоті і звужене у східній частині, де він перекриває більш старий кратер-супутник Евершед E. Вздовж південного і південно-східного країв знаходяться дрібні кратери. На дні, поблизу від центру кратера — гребінь неправильної форми. У південній частині чаші рельєф дна нерівний, з крихітними кратерами, які відмежовують відносно рівну поверхню.

## Кратери-супутники

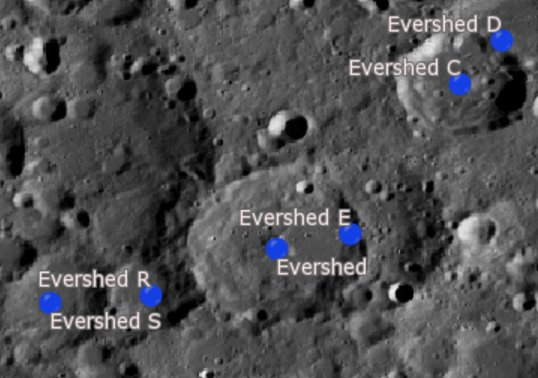

| Евершед | Широта       | Довгота       | Діаметр |
| ------- | ------------ | ------------- | ------- |
| C       | 38.1° пн. ш. | 156.7° зх. д. | 48 км   |
| D       | 38.8° пн. ш. | 156.0° зх. д. | 49 км   |
| E       | 35.9° пн. ш. | 158.3° зх. д. | 73 км   |
| R       | 35.1° пн. ш. | 161.2° зх. д. | 31 км   |
| S       | 34.9° пн. ш. | 162.6° зх. д. | 45 км   |

## Іншомовні джерела
- Andersson, L. E.; Whitaker, E. A. (1982). NASA Catalogue of Lunar Nomenclature. NASA RP-1097.
- Blue, Jennifer (25 липня 2007). Gazetteer of Planetary Nomenclature. USGS. Архів оригіналу за 12 квітня 2012. Процитовано 5 серпня 2007.
- Bussey, B.; Spudis, P. (2004). The Clementine Atlas of the Moon. New York: Cambridge University Press. ISBN 978-0-521-81528-4.
- Cocks, Elijah E.; Cocks, Josiah C. (1995). Who's Who on the Moon: A Biographical Dictionary of Lunar Nomenclature. Tudor Publishers. ISBN 978-0-936389-27-1.
- McDowell, Jonathan (15 липня 2007). Lunar Nomenclature. Jonathan's Space Report[en]. Архів оригіналу за 25 грудня 2018. Процитовано 24 жовтня 2007.
- Menzel, D. H.; Minnaert, M.; Levin, B.; Dollfus, A.; Bell, B. (1971). Report on Lunar Nomenclature by the Working Group of Commission 17 of the IAU. Space Science Reviews. 12 (2): 136—186. Bibcode:1971SSRv...12..136M. doi:10.1007/BF00171763.
- Moore, Patrick (2001). On the Moon. Sterling Publishing Co.[en]. ISBN 978-0-304-35469-6.
- Price, Fred W. (1988). The Moon Observer's Handbook. Cambridge University Press. ISBN 978-0-521-33500-3.
- Rükl, Antonín (1990). Atlas of the Moon. Kalmbach Books[en]. ISBN 978-0-913135-17-4.
- Webb, Rev. T. W. (1962). Celestial Objects for Common Telescopes (вид. 6th revised). Dover. ISBN 978-0-486-20917-3.
- Whitaker, Ewen A. (1999). Mapping and Naming the Moon. Cambridge University Press. ISBN 978-0-521-62248-6.
- Wlasuk, Peter T. (2000). Observing the Moon. Springer. ISBN 978-1-85233-193-1.